# Ahantasporrhöna
Ahantasporrhöna (Pternistis ahantensis) är en fågel i familjen fasanfåglar inom ordningen hönsfåglar.

## Utseende och läte
Ahantasporrhönan är en medelstor gråbrun sporrhöna med orangeröd näbb och likfärgade ben. När den ses väl är vita streck påfallande på hals och undersida. Den kan hittas i samma områden som marockansk sporrhöna och skogsfrankolin, men skiljs åt genom bland annat färgen på näbb och ben. Lätet består av en serie mycket grova toner som blir snabbare och mer betonande, ofta levererade i duett.

## Utbredning och systematik
Arten förekommer fläckvis i låglandsområden från Senegal och Gambia till sydvästra Nigeria. Den behandlas antingen som monotypisk eller delas in i två underarter med följande utbredning:
- Pternistis ahantensis hopkinsoni – västra Senegal, Gambia och Guinea-Bissau
- Pternistis ahantensis ahantensis – södra Guinea till sydvästra Nigeria

### Släktestillhörighet
Tidigare placerades den i släktet Francolinus. Flera genetiska studier visar dock att Francolinus är starkt parafyletiskt, där arterna i Pternistis står närmare  t.ex. vaktlar i Coturnix och snöhöns. Även de svenska trivialnamnen på arterna i släktet har justerats från tidigare frankoliner till sporrhöns (från engelskans spurfowl) för att bättre återspegla släktskapet.

## Levnadssätt
Ahantasporrhönan påträffas i galleriskog, skogsbryn, buskmarker och plantage. Den är skygg och vanligen svår att få syn på utom när den korsar en stig eller en väg.

## Status och hot
Arten har ett stort utbredningsområde, men tros minska i antal, dock inte tillräckligt kraftigt för att den ska betraktas som hotad. Internationella naturvårdsunionen IUCN listar arten som livskraftig (LC).

## Namn
Fågelns svenska och vetenskapliga artnamn syftar på området Ahanta eller Ashanti i Ghana.